# Schloss Barberêche
Das Schloss Barberêche ist ein Herrschaftssitz bei Barberêche (deutsch Bärfischen) in der Gemeinde Courtepin (Seebezirk) im Schweizer Kanton Freiburg.

## Lage
Das Schloss ist der südlichste der drei Herrschaftssitze am Saaneufer in Barberêche. Der Fluss wurde hier, nördlich von Freiburg, in den Jahren von 1959 bis 1964 zum Schiffenensee aufgestaut, so dass die einstige Höhenlage – wie beim Schloss Grand-Vivy und der Burg Petit-Vivy – etwas reduziert wurde. Der Ort selbst befindet sich an der Strasse von Freiburg nach Bern, das Schloss östlich der Ortslage. Von der „Route de Barberêche“ führt die „Allée du Château“ zur Strasse „Le Château“, die im Schlosshof mündet.

## Geschichte
Bereits im Zeitraum von 1154 bis 1198 ist der Adlige Rudolf von Barberêche nachweisbar, der dem Kloster Hauterive Zuwendungen machte. Vermutlich handelte es sich bei ihm und seinen Nachkommen aber lediglich um Ministeriale der Zähringer, denn erst Peter von Mettlen, der 1332 starb, gilt als tatsächlich nachweisbarer Herr von Barberêche. Er war Vasall der Grafen von Thierstein. Ihm folgten Aymon de Chatonnaye und Huguet Chinuz. Bereits seit dem Jahr 1442 gehörte Barberêche zur Alten Landschaft, da die Grafen von Thierstein ihre Rechte an die Stadt Freiburg abgetreten hatten. Mit dem Einmarsch der Franzosen im Jahr 1798 wurde es zum Distrikt Freiburg geschlagen.
In dieser mehr als 350 Jahre langen Zeitspanne gab es zahlreiche Besitzer, die jeweils Lehensträger des Hospitals in Freiburg waren: im 15. Jahrhundert die Familie Mossu, dann Franz Arsent und bis zum Jahr 1519 Christophe de Diesbach. Dieser verkaufte es an den freiburgischen Schultheissen Peter Falck, der noch im selben Jahr 1519 auf einer Pilgerreise an der Pest starb. Seine Tochter Ursule war damals seit fünf Jahren mit dem Schultheiss Petermann aus der freiburgischen Patrizierfamilie de Praroman verheiratet, an die somit das Erbe fiel. Die Praromans hielten die Herrschaft beziehungsweise das Schloss 145 Jahre lang, bis ein erneuter Erbfall die Familie Stäffis-Mollondin für den Zeitraum von 1662 bis 1799 nach Barberêche brachte. David und Jacques-Rodolphe Burnand (aus Moudon) waren die Besitzer von 1799 bis 1829, dann verkauften sie das Schloss im Jahr 1829 an Charles Hartmann aus Bern. Alexis de Zurich war es schliesslich, der das Schloss wieder für längere Zeit in die Hand einer Familie brachte, denn diese Familie de Zurich besass es bis zum Jahr 1988.
Die nachweisbare mittelalterliche Burg, als welche sie noch beim Verkauf durch Christophe de Diesbach im Jahr bezeichnet wurde („sein Haus, genannt Festung“), wurde im frühen 16. Jahrhundert durch einen Schlossbau ersetzt. Über die mittelalterliche Herrschaft ist wenig bekannt. Sie scheint auch nicht besonders gross gewesen zu sein, da ihre Vergrösserung erst der Familie Stäffis-Mollondin zu verdanken ist. Der Neu- oder Umbau kann heute nur ungefähr auf die Jahre 1522 bis 1528 datiert werden. Indiz dafür ist das Wappen der Familien Praroman und Falk im Vorraum des Herrenhauses, datiert auf das Jahr 1528. Sein Aussehen ist durch historische Abbildungen überliefert. Auch ist nachgewiesen, dass es im Jahr 1730 konkrete Umbaupläne gab, für die bereits der Architekt Jean Berthoud aus Neuenburg engagiert worden war. Es sollten aber noch 100 Jahre vergehen, bis es zu einem Umbau kam.
Jean François Cyprien de Pettolaz, seit dem Jahr 1823 Stiefvater von Alex de Zurich, wurde von diesem 1839 beauftragt, das Schloss herzurichten. Alex de Zurich lebte damals in München und bevorzugte daher den dort vorherrschenden Mix aus Klassizismus und Neugotik. Die Arbeiten begannen im Mai 1839 mit dem Abriss der Kapelle und einer Scheune. Sodann erfolgte ihr Neubau und im folgenden Jahr wurde mit dem Haupthaus begonnen. Dieser Umbau dauerte offenbar mehrere Jahre, da noch 1843 vom Einbau des Kamins in den „Grossen Saal“ die Rede ist und Tapeten sowie die Möbel erst 1844 angeschafft werden. Als Architekten lassen sich in der Korrespondenz Hans Rychner und Johann Jakob Weibel nachweisen. Aufgrund von Zerwürfnissen zwischen den Architekten und de Pettolaz ist nicht gesichert, wer das Hausmeisterhaus von 1842 sowie das Gewächshaus von 1847 entwarf. Seitdem erfolgten keine grösseren Veränderungen mehr. Ergänzt wurde lediglich eine Auto-Garage im Jahr 1905, die als besonders frühes Beispiel dieses Gebäudetyps in der Schweiz gilt.

## Beschreibung
Die mittelalterliche Burg nutzte die Molasseklippen als natürliche Verteidigung an drei Seiten. Ob sie sich gen Dorf mit einem Graben oder Wall schützte, ist hingegen nicht bekannt, da auch die älteren Ansichten hierzu keine Auskunft geben. Die Bauaktivitäten des 19. Jahrhunderts richteten sich nach dem Baubestand, der auf einem Plan von 1715 überliefert ist, und sind daher hauptsächlich als Umbauten zu bewerten. Das zweistöckige quadratische Herrenhaus wurde auf einem Sockel erbaut, der an der Hangseite von Strebepfeilern gestützt wird. Es besitzt Giebel an der Nord- und Südseite sowie einen Treppenturm an der Westseite. Dieser ist fünfeckig und trägt ein vierseitiges Pyramidendach. Seine horizontale Gliederung erfolgt durch Gesimse. Zudem fällt die unregelmässige Verteilung der Fenster auf. Das spätgotische Portal hat sich dahinter im Vestibül erhalten. Architektonisch ist es mit einem Portal in Bern (Kesslergasse 32) verwandt, das aus dem Jahr 1515 stammt.
Das 20 × 15 Meter grosse Haus besitzt an der Westseite fünf Fenster pro Etage, gen Norden, Osten und Süden hingegen nur jeweils vier. An der Westseite sind es im Erdgeschoss sogar nur drei, da dort neben dem Treppenturm der Eingang zu finden ist. Seine Tür wurde hier erst im Jahr 1940 verbaut, stammt aus der Grand Rue Nr. 25 in Freiburg und wird auf die Zeit um 1730 datiert. Über diesem Portal schliesst eine Galerie an, die zum Flügelbau führt. Dieser ist eine Etage kleiner erbaut worden und nur sein Turm erreicht die Dachhöhe des Hauptbaus. Das Dach des Hauptgebäudes zieren Dachgauben und Kamine. Während die Neugotik am Haupthaus nur angedeutet wird, fand sie am Turm des Flügelbaus und an der Kapelle sehr viel stärkere Anwendung. Turm und Hauptgebäude verbindet hingegen der identische Fries sowie die erneute Wahl eines Pyramidendaches. Er steht in der zweiten Achse von Nordosten und wurde in das lange Nebengebäude eingerückt.
Dort wo der Turm steht, befand sich den historischen Ansichten nach die alte Kapelle, wohingegen der heutige Sakralbau des 19. Jahrhunderts ganz am südwestlichen Ende des Gebäudes als zehnte Achse anschliesst. Sie ist im Jahr 1654 erstmals nachweisbar, war Maria geweiht und diente als Schlosskapelle. Schon im Jahr 1667 ordnete der Bischof die Schliessung an. Die Herkunft der erhaltenen Glocke von 1480 ist nicht restlos geklärt. Sie könnte auch aus einem anderen Gebäude stammen. Ihre Inschrift lautet: + ihs + bis + genrolg + ins + mcccclxxx + g. Der heutige Kapellenbau von 1839 am Nordwestende der Anlage erhielt 1844 einen neuen Altar. Die Hauptfassade befindet sich an der Hofseite, wo die Kapelle einen Glockengiebel mit Unterbau besitzt. In diesem Portikus befindet sich ein 48 × 60 Zentimeter messender Wappenstein der Familie de Praroman-Falk. Stilistisch gehört es in die Zeit um 1515. Zwischen Portal und Giebel findet sich eine gotisch gestaltete Dreifenstergruppe, sowie ein Kreuzfenster, über dem ein neugotischer Fries den Treppengiebel mitgestaltet. Der Grundriss der Kapelle misst 4,5 × 8,3 Meter. Nordwestlich von ihr befindet sich ein Taubenschlag der 1840er Jahre sowie ein mittlerweile verschlossener runder Kühlraum.
Die Galerie des Flügelbaus wurde früher von Eichensäulen getragen, welche aber in den 1930er Jahren aus Kunststein erneuert wurden, wohingegen die oberen Säulen aus Eichenholz erhalten blieben. Sie bilden zusammen mit den Dachgauben die vertikalen Gebäudeachsen, wohingegen die Fenster an der Aussenseite teilweise davon abweichen. So weist die südöstlichste Achse der Aussenseite gleich drei Fenster in beiden Etagen auf, die dritte bis fünfte Achse von Osten haben im Obergeschoss je ein Fenster, im Erdgeschoss dagegen zusammen fünf schmale Öffnungen. Im Turm war ein Wohnraum eingerichtet. Keller wurden unter dem Flügelbau schon im 17. Jahrhundert geschaffen.
Das Gewächshaus im Südosten der Gesamtanlage ist klassizistisch gestaltet. Es ersetzte den Gemüsegarten, wird von zwei Pavillons flankiert und besitzt ein grosses Glasdach. Die Grundmasse betragen 19,6 × 6 Meter. Da die Pavillons wie Flügelbauten angrenzen, haben sie jeweils nur dreiseitige Dächer. Trotz geringerer Höhe befindet sich in ihnen der Haupteingang zum Gebäude. Da das Gelände nicht eben ist, sind hier Treppenstufen notwendig. Der andere Pavillon ist gen Gewächshaus geöffnet und enthält einen Brunnen. Die angebaute Garage wurde unter einem Schuppendach verborgen. Das heutige Hausmeisterhaus (1842) war ursprünglich Stall und Scheune. Es befindet sich nordwestlich vom Gewächshaus und wiederum nordwestlich davon befindet sich der Wirtschaftshof (französisch la ferme), der aus mehreren Gebäude besteht, die um einen eigenen Hof angeordnet sind. Seine Scheune ist 27 × 17,3 m gross und stammt laut der Inschrift aus dem Jahr 1730. Zudem wurde ein älteres Relief der Familie de Praroman-Falk aus den 1520er Jahren (48 × 164 Zentimeter) später an diesem Gebäude angebracht.
Früher führten drei lange Alleen aus dem Schlossareal hinaus, die teils mit Doppelreihen von Bäumen bepflanzt waren. Eine davon wurde mittlerweile in einen baumlosen Feldweg verwandelt. Der Schlosspark wurde vernachlässigt und entwickelte sich so zu einem Waldstück. Der deutlich von Münchener Bauten beeinflusste Stil des Schlosses wurde hier erstmals in der Region Freiburg in einem Profanbau benutzt. Zudem besitzt es Bedeutung, weil hier mehrere der bekanntesten Freiburger Familien lebten. Das Schweizerische Inventar der Kulturgüter von nationaler und regionaler Bedeutung führt das Schloss auf seiner Liste als A-Objekt – d. h., es besitzt nationale Bedeutung – mit der KGS-Nummer 1943. Das Schloss befindet sich in Privatbesitz, Teile wurden von einer Bank ersteigert.